# Remo nos Jogos Olímpicos de Verão de 2020

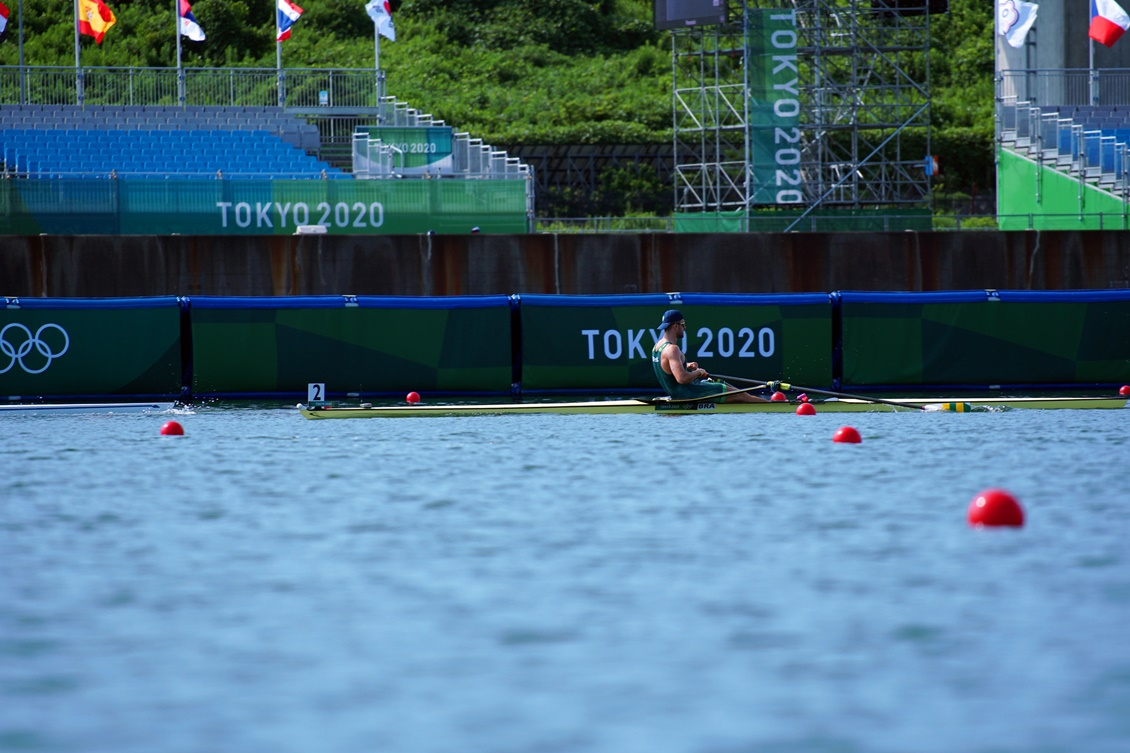
Uma das bateria do skiff simples masculino

As competições de remo nos Jogos Olímpicos de Verão de 2020 foram disputadas entre os dias 23 e 30 de julho de 2021 no Sea Forest Waterway, localizada na Baía de Tóquio.
Um total de quatorze eventos, sete masculinos e sete femininos em classes de barco idênticas foram realizadas. Essa igualdade de gênero foi sugerida pela Federação Internacional de Remo (FISA) em seu congresso de fevereiro de 2017, com a recomendação adotada pelo Comitê Olímpico Internacional em junho daquele ano. Para alcançar esse equilíbrio foram excluídas quatro categorias leves para homens e adicionando classes de barco sem timoneiro para as mulheres. O quatro sem feminino já havia sido disputado em Barcelona 1992; a única vez em que havia sido um evento olímpico. As mudanças no programa olímpico do remo foram as primeiras desde as Atlanta, em 1996.

## Qualificação
Cada Comitê Olímpico Nacional (CON) poderia qualificar um barco para cada um dos catorze eventos. A maioria das vagas foram definidas com base nos resultados do Campeonato Mundial de Remo disputado em Ottensheim, Áustria, de 25 de agosto a 1 de setembro de 2019. As vagas foram concedidas aos CONs, não especificamente aos remadores que a obtiveram, que terminassem entre os nove primeiros no skiff simples (masculino e feminino), os cinco primeiros no oito com, os oito primeiros no quatro sem e no skiff quádruplo, os sete primeiros no skiff duplo peso leve e os onze primeiros no dois sem e no skiff duplo. As vagas restantes foram distribuídas aos CONs (e neste caso a competidores específicos) em quatro regatas continentais de qualificação na Ásia e Oceania, na África, na América Latina e na Europa, além de uma regata final de qualificação olímpica em Lucerna, Suíça.

## Formato
Os eventos para as Olimpíadas de 2020 incluíram as duas disciplinas de remo: pontas, onde os competidores usam um único remo, e parelhos, onde usam dois remos colocados em lados opostos do barco. Houve também um evento leve para cada gênero: o skiff duplo peso leve. Os eventos de barcos parelhos incluem o skiff simples, duplo, duplo leve e quádruplo. Já os eventos de barcos pontas incluem o dois sem, quatro sem e oito com timoneiro.

## Calendário
As disputas do remo estavam programadas para ocorrer ao longo de oito dias, com as provas masculinas e femininas de cada evento ocorrendo sempre no mesmo dia.
Em 23 de julho de 2021 a FISA anunciou mudanças no cronograma devido ao mau tempo previsto para 26 de julho. Todas as provas originalmente agendadas para 26 de julho foram antecipadas para 25 de julho. As baterias do oito com também foram transferidas de 25 para 24 de julho para acomodar o novo cronograma. Outras revisões foram feitas em 25 de julho, cancelando as provas em 27 de julho devido à tempestade tropical Nepartak que atingiu partes do Japão.
| E | Eliminatórias | R | Repescagem | QF | Quartas de final | SF | Semifinais | F | Final |

| DataEvento                                           | 23 jul | 24 jul | 25 jul | 26 jul | 27 jul | 28 jul | 29 jul | 30 jul |
| ---------------------------------------------------- | ------ | ------ | ------ | ------ | ------ | ------ | ------ | ------ |
| Skiff simples masculino Skiff simples feminino       | E      | R      | QF     |        |        |        | SF     | F      |
| Dois sem masculino Dois sem feminino                 |        | E      | R      |        |        | SF     | F      |        |
| Skiff duplo masculino Skiff duplo feminino           | E      | R      | SF     |        |        | F      |        |        |
| Skiff duplo leve masculino Skiff duplo leve feminino |        | E      | R      |        |        | SF     | F      |        |
| Quatro sem masculino Quatro sem feminino             |        | E      | R      |        |        | F      |        |        |
| Skiff quádruplo masculino Skiff quádruplo feminino   | E      |        | R      |        |        | F      |        |        |
| Oito com masculino Oito com feminino                 |        | E      |        |        |        | R      |        | F      |

## Nações participantes
Ao todo, 80 CONs tiveram atletas qualificados em ao menos um evento. Entre parênteses encontra-se representada a quantidade de atletas.
- RSA África do Sul (6)
- GER Alemanha (24)
- KSA Arábia Saudita (1)
- ALG Argélia (2)
- ARG Argentina (2)
- AUS Austrália (40)
- AUT Áustria (3)
- BEL Bélgica (2)
- BLR Bielorrússia (5)
- BEN Benim (1)
- BER Bermudas (1)
- BRA Brasil (1)
- CAN Canadá (29)
- QAT Catar (1)
- KAZ Cazaquistão (1)
- CHI Chile (2)
- CHN China (28)
- CIV Costa do Marfim (1)
- KOR Coreia do Sul (1)
- CRO Croácia (3)
- CUB Cuba (1)
- DEN Dinamarca (9)
- EGY Egito (1)
- ESP Espanha (6)
- USA Estados Unidos (37)
- EST Estônia (4)
- PHI Filipinas (1)
- FRA França (12)
- GBR Grã-Bretanha (41)
- GRE Grécia (4)
- GUA Guatemala (2)
- HKG Hong Kong (1)
- HUN Hungria (1)
- IND Índia (2)
- INA Indonésia (2)
- IRI Irã (1)
- IRQ Iraque (1)
- IRL Irlanda (13)
- ITA Itália (23)
- JPN Japão (3)
- KUW Kuwait (1)
- LBA Líbia (1)
- LTU Lituânia (9)
- MAR Marrocos (1)
- MEX México (1)
- MON Mônaco (1)
- NAM Namíbia (1)
- NCA Nicarágua (2)
- NGR Nigéria (1)
- NOR Noruega (7)
- NZL Nova Zelândia (32)
- NED Países Baixos (35)
- PAR Paraguai (1)
- PER Peru (1)
- POL Polônia (20)
- PUR Porto Rico (1)
- POR Portugal (2)
- CZE República Checa (7)
- DOM República Dominicana (1)
- ROC ROC (10)
- ROU Romênia (36)
- SRB Sérvia (3)
- SGP Singapura (1)
- SUD Sudão (1)
- SWE Suécia (1)
- SUI Suíça (9)
- THA Tailândia (2)
- TPE Taipé Chinês (1)
- TOG Togo (1)
- TTO Trinidad e Tobago (1)
- TUN Tunísia (2)
- TUR Turquia (1)
- UGA Uganda (1)
- UKR Ucrânia (2)
- URU Uruguai (2)
- UZB Uzbequistão (2)
- VAN Vanuatu (1)
- VEN Venezuela (2)
- VIE Vietnã (2)
- ZWE Zimbabwe (1)

## Medalhistas
Masculino
| Evento                    | Ouro | Prata | Bronze |
| ------------------------- | --- | --- | --- |
| Skiff simples detalhes    | Stefanos Ntouskos GRE Grécia | Kjetil Borch NOR Noruega | Damir Martin CRO Croácia |
| Skiff duplo detalhes      | Hugo Boucheron Matthieu Androdias FRA França                                                                                                  | Melvin Twellaar Stef Broenink NED Países Baixos | Liu Zhiyu Zhang Liang CHN China |
| Skiff quádruplo detalhes  | Dirk Uittenbogaard Abe Wiersma Tone Wieten Koen Metsemakers NED Países Baixos                                                                 | Harry Leask Angus Groom Tom Barras Jack Beaumont GBR Grã-Bretanha                                                                                          | Jack Cleary Caleb Antill Cameron Girdlestone Luke Letcher AUS Austrália                                                                         |
| Dois sem detalhes         | Martin Sinković Valent Sinković CRO Croácia                                                                                                   | Marius Cozmiuc Ciprian Tudosă ROU Romênia | Frederic Vystavel Joachim Sutton DEN Dinamarca                                                                                                  |
| Quatro sem detalhes       | Alexander Purnell Spencer Turrin Jack Hargreaves Alexander Hill AUS Austrália                                                                 | Mihăiță Țigănescu Mugurel Semciuc Ștefan Berariu Cosmin Pascari ROU Romênia                                                                                | Matteo Castaldo Marco Di Costanzo Matteo Lodo Giuseppe Vicino Bruno Rosetti ITA Itália                                                          |
| Oito com detalhes         | Tom Mackintosh Hamish Bond Tom Murray Michael Brake Dan Williamson Phillip Wilson Shaun Kirkham Matt Macdonald Sam Bosworth NZL Nova Zelândia | Johannes Weißenfeld Laurits Follert Olaf Roggensack Torben Johannesen Jakob Schneider Malte Jakschik Richard Schmidt Hannes Ocik Martin Sauer GER Alemanha | Josh Bugajski Jacob Dawson Thomas George Moe Sbihi Charles Elwes Oliver Wynne-Griffith James Rudkin Thomas Ford Henry Fieldman GBR Grã-Bretanha |
| Skiff duplo leve detalhes | Fintan McCarthy Paul O'Donovan IRL Irlanda | Jonathan Rommelmann Jason Osborne GER Alemanha | Stefano Oppo Pietro Ruta ITA Itália |

Feminino
| Evento                    | Ouro | Prata | Bronze                                                                                                  |
| ------------------------- | --- | --- | --- |
| Skiff simples detalhes    | Emma Twigg NZL Nova Zelândia | Hanna Prakatsen ROC | Magdalena Lobnig AUT Áustria                                                                            |
| Skiff duplo detalhes      | Nicoleta-Ancuța Bodnar Simona Radiș ROU Romênia | Brooke Donoghue Hannah Osborne NZL Nova Zelândia                                                                                           | Roos de Jong Lisa Scheenaard NED Países Baixos                                                          |
| Skiff quádruplo detalhes  | Chen Yunxia Zhang Ling Lü Yang Cui Xiaotong CHN China                                                                                                   | Agnieszka Kobus Marta Wieliczko Maria Sajdak Katarzyna Zillmann POL Polônia                                                                | Ria Thompson Rowena Meredith Harriet Hudson Caitlin Cronin AUS Austrália                                |
| Dois sem detalhes         | Grace Prendergast Kerri Gowler NZL Nova Zelândia | Vasilisa Stepanova Elena Oriabinskaia ROC                                                                                                  | Caileigh Filmer Hillary Janssens CAN Canadá                                                             |
| Quatro sem detalhes       | Lucy Stephan Rosemary Popa Jessica Morrison Annabelle McIntyre AUS Austrália                                                                            | Ellen Hogerwerf Karolien Florijn Ymkje Clevering Veronique Meester NED Países Baixos                                                       | Aifric Keogh Eimear Lambe Fiona Murtagh Emily Hegarty IRL Irlanda                                       |
| Oito com detalhes         | Susanne Grainger Kasia Gruchalla-Wesierski Madison Mailey Sydney Payne Andrea Proske Lisa Roman Christine Roper Avalon Wasteneys Kristen Kit CAN Canadá | Ella Greenslade Emma Dyke Lucy Spoors Kelsey Bevan Grace Prendergast Kerri Gowler Beth Ross Jackie Gowler Caleb Shepherd NZL Nova Zelândia | Guo Linlin Ju Rui Li Jingjing Miao Tian Wang Zifeng Wang Yuwei Xu Fei Zhang Min Zhang Dechang CHN China |
| Skiff duplo leve detalhes | Valentina Rodini Federica Cesarini ITA Itália | Laura Tarantola Claire Bové FRA França | Marieke Keijser Ilse Paulis NED Países Baixos                                                           |

## Quadro de medalhas
| Ordem | País              | Medalha de ouro | Medalha de prata | Medalha de bronze |    | Ordem por total |
| ----- | ----------------- | --------------- | ---------------- | ----------------- | -- | --------------- |
| 1     | NZL Nova Zelândia | 3               | 2                |                   | 5  | 1               |
| 2     | AUS Austrália     | 2               |                  | 2                 | 4  | 3               |
| 3     | NED Países Baixos | 1               | 2                | 2                 | 5  | 1               |
| 4     | ROU Romênia       | 1               | 2                |                   | 3  | 4               |
| 5     | FRA França        | 1               | 1                |                   | 2  | 7               |
| 6     | CHN China         | 1               |                  | 2                 | 3  | 4               |
|       | ITA Itália        | 1               |                  | 2                 | 3  | 4               |
| 8     | CAN Canadá        | 1               |                  | 1                 | 2  | 7               |
|       | CRO Croácia       | 1               |                  | 1                 | 2  | 7               |
|       | IRL Irlanda       | 1               |                  | 1                 | 2  | 7               |
| 11    | GRE Grécia        | 1               |                  |                   | 1  | 14              |
| 12    | GER Alemanha      |                 | 2                |                   | 2  | 7               |
|       | ROC               |                 | 2                |                   | 2  | 7               |
| 14    | GBR Grã-Bretanha  |                 | 1                | 1                 | 2  | 7               |
| 15    | NOR Noruega       |                 | 1                |                   | 1  | 14              |
|       | POL Polônia       |                 | 1                |                   | 1  | 14              |
| 17    | AUT Áustria       |                 |                  | 1                 | 1  | 14              |
|       | DEN Dinamarca     |                 |                  | 1                 | 1  | 14              |
| TOTAL | TOTAL             | 14              | 14               | 14                | 42 | —               |